# 🇻🇨
🇻🇨 is een Unicode vlagsequentie emoji die gebruikt wordt als regionale indicator voor Saint Vincent en de Grenadines. De meest gebruikelijke weergave is die van de vlag van Saint Vincent en de Grenadines, maar op sommige platforms (waaronder Microsoft Windows) ziet men de letters VC.
De vlagsequentie is opgebouwd uit de combinatie van de Regional Indicator Symbols 🇻 (U+1F1FB) en 🇨 (U+1F1E8), tezamen de ISO 3166-1 alpha-2 code VC voor Saint Vincent en de Grenadines vormend.
Deze emoji is in 2010 geïntroduceerd met de Unicode 6.0-standaard.

## Gebruik

De landsvlag van Saint Vincent en de Grenadines

Deze emoji wordt gebruikt als regionale aanduiding van Saint Vincent en de Grenadines.

## Codering

De Twemoji-implementatie

### Unicode
In Unicode vindt men de 🇻🇨 met de codesequentie U+1F1FB U+1F1E8 (hex).

### Shortcode
Er zijn shortcodes  voor 🇻🇨; in Github kan deze opgeroepen worden met :st. vincent & grenadines:,  in Slack kan het karakter worden opgeroepen met de code :flag-vc:.